# 伊尔·阿尔斯朗
伊爾·阿爾斯蘭，全名「賈勞如丁·馬赫穆德·蘇爾坦肖·本·伊爾·阿爾斯蘭」，阿拉烏丁·阿即思之子，花剌子模王朝的第四任沙阿。
1152年，伊爾·阿爾斯蘭被父親任命為氈的州長，並於四年後繼承了父親的政權。阿爾斯蘭即位時除了繼續向西遼納貢稱臣，同時也向塞尔柱帝国蘇丹艾哈邁德·桑賈爾示好，試圖修復父親在位時花剌子模與塞爾柱之間緊張的關係。然而不久後，桑賈爾與烏古斯人交戰被俘、逝於獄中，阿爾斯蘭改與桑賈爾的繼任者吉牙思·馬蘇德修好，並嘗試利用權力真空期將勢力擴展至呼羅珊，不過後者的成效並不理想。
阿爾斯蘭也對喀喇汗國政事進行過干涉。當時受到喀喇汗迫害的葛邏祿人向他求援，阿爾斯蘭出兵攻占了布哈拉、並對撒馬爾罕展開了圍城。在求援無果下，喀喇汗最終答應恢復葛邏祿人應有的地位。
1172年，由於花剌子模沒有按時納貢，西遼人發兵問罪，重病的阿爾斯蘭此時只能交由副官上陣指揮。然而花剌子模軍敗北，阿爾斯蘭也緊接著病逝，兩個兒子蘇丹·沙赫與塔乞失為爭奪王位使花剌子模陷入了內戰之中。
| 前任： 阿拉烏丁·阿即思 | 花剌子模王朝君主 1156年－1172年 | 繼任： 塔乞失    |
| 前任： 阿拉烏丁·阿即思 | 花剌子模王朝君主 1156年－1172年 | 繼任： 苏丹·沙赫 |